# Канко
Канко (яп. 寛弘 канко:, великодушие) — девиз правления (нэнго) японских императоров Итидзё и Сандзё с 1004 по 1013 год .

## Продолжительность
Начало и конец эры:
- 20-й день 7-й луны 6-го года Тёхо (по юлианскому календарю — 8 августа 1004 года);
- 25-й день 12-й луны 9-го года Канко (по юлианскому календарю — 8 февраля 1013 года).

## Происхождение
Название нэнго было заимствовано из 9-го цзюаня классического древнекитайского сочинения Ханьшу:「寛弘尽下、出於恭倹、号令温雅、有古之風烈」.

## События
- 1 мая 1006 года (3-й год Канко) — появление сверхновой звезды SN 1006 в созвездии Волка. В Японии её прозвали звездой-гостьей[6]. Выдающийся японский поэт Фудзивара Тэйка посвятил этому знаменательному событию свой дневник «Записки ясной луны» (яп. 明月記 Мэйгэцуки), описывающий события 1180—1235 гг.;
- 17 марта 1008 год (8-й день 2-й луны 5-го года Канко) — дайдзё тэнно Кадзан скончался в возрасте 41 года[7];
- 16 июля 1011 года (13-й день 6-й луны 8-го года Канко) — император Итидзё отрёкся от престола; трон перешёл к его сводному брату, который через некоторое время взошёл на престол под именем императора Сандзё[7];
- 15 июля 1011 года (22-й день 6-й луны 8-го года Канко) — дайдзё тэнно Итидзё скончался в возрасте 32 лет[8];
- 21 ноября 1011 года (24-й день 10-й луны 8-го года Канко) — отец императора Сандзё, дайдзё тэнно Рэйдзэй, скончался в возрасте 62 лет[9].

## Сравнительная таблица
Ниже представлена таблица соответствия японского традиционного и европейского летосчисления. В скобках к номеру года японской эры указано название соответствующего года из 60-летнего цикла китайской системы гань-чжи. Японские месяцы традиционно названы лунами.
| 1-й год Канко (Деревянный Дракон)    | 1-я луна*       | 2-я луна   | 3-я луна*              | 4-я луна  | 5-я луна  | 6-я луна*              | 7-я луна  | 8-я луна*  | 9-я луна    | 9-я луна* (високосная) | 10-я луна               | 11-я луна*    | 12-я луна      |
| ------------------------------------ | --------------- | ---------- | ---------------------- | --------- | --------- | ---------------------- | --------- | ---------- | ----------- | ---------------------- | ----------------------- | ------------- | -------------- |
| Юлианский календарь                  | 25 января 1004  | 23 февраля | 24 марта               | 22 апреля | 22 мая    | 21 июня                | 20 июля   | 19 августа | 17 сентября | 17 октября             | 15 ноября               | 15 декабря    | 13 января 1005 |
| 2-й год Канко (Деревянная Змея)      | 1-я луна*       | 2-я луна   | 3-я луна*              | 4-я луна  | 5-я луна* | 6-я луна               | 7-я луна  | 8-я луна*  | 9-я луна    | 10-я луна*             | 11-я луна               | 12-я луна*    |                |
| Юлианский календарь                  | 12 февраля 1005 | 13 марта   | 12 апреля              | 11 мая    | 10 июня   | 9 июля                 | 8 августа | 7 сентября | 6 октября   | 5 ноября               | 4 декабря               | 3 января 1006 |                |
| 3-й год Канко (Огненная Лошадь)      | 1-я луна        | 2-я луна*  | 3-я луна*              | 4-я луна  | 5-я луна* | 6-я луна               | 7-я луна  | 8-я луна*  | 9-я луна    | 10-я луна              | 11-я луна*              | 12-я луна     |                |
| Юлианский календарь                  | 1 февраля 1006  | 3 марта    | 1 апреля               | 30 апреля | 30 мая    | 28 июня                | 28 июля   | 27 августа | 25 сентября | 25 октября             | 24 ноября               | 23 декабря    |                |
| 4-й год Канко (Огненная Коза)        | 1-я луна*       | 2-я луна   | 3-я луна*              | 4-я луна* | 5-я луна  | 5-я луна* (високосная) | 6-я луна  | 7-я луна*  | 8-я луна    | 9-я луна               | 10-я луна               | 11-я луна*    | 12-я луна      |
| Юлианский календарь                  | 22 января 1007  | 20 февраля | 22 марта               | 20 апреля | 19 мая    | 18 июня                | 17 июля   | 16 августа | 14 сентября | 14 октября             | 13 ноября               | 13 декабря    | 11 января 1008 |
| 5-й год Канко (Земляная Обезьяна)    | 1-я луна*       | 2-я луна   | 3-я луна*              | 4-я луна* | 5-я луна  | 6-я луна*              | 7-я луна  | 8-я луна*  | 9-я луна    | 10-я луна              | 11-я луна*              | 12-я луна     |                |
| Юлианский календарь                  | 10 февраля 1008 | 10 марта   | 9 апреля               | 8 мая     | 6 июня    | 6 июля                 | 4 августа | 3 сентября | 2 октября   | 1 ноября               | 1 декабря               | 30 декабря    |                |
| 6-й год Канко (Земляной Петух)       | 1-я луна        | 2-я луна*  | 3-я луна               | 4-я луна* | 5-я луна* | 6-я луна               | 7-я луна* | 8-я луна*  | 9-я луна    | 10-я луна              | 11-я луна*              | 12-я луна     |                |
| Юлианский календарь                  | 29 января 1009  | 28 февраля | 29 марта               | 28 апреля | 27 мая    | 25 июня                | 25 июля   | 23 августа | 21 сентября | 21 октября             | 20 ноября               | 19 декабря    |                |
| 7-й год Канко (Металлическая Собака) | 1-я луна        | 2-я луна   | 2-я луна* (високосная) | 3-я луна  | 4-я луна* | 5-я луна*              | 6-я луна  | 7-я луна*  | 8-я луна*   | 9-я луна               | 10-я луна               | 11-я луна*    | 12-я луна      |
| Юлианский календарь                  | 18 января 1010  | 17 февраля | 19 марта               | 17 апреля | 17 мая    | 15 июня                | 14 июля   | 13 августа | 11 сентября | 10 октября             | 9 ноября                | 9 декабря     | 7 января 1011  |
| 8-й год Канко (Металлическая Свинья) | 1-я луна        | 2-я луна*  | 3-я луна               | 4-я луна  | 5-я луна* | 6-я луна*              | 7-я луна  | 8-я луна*  | 9-я луна*   | 10-я луна              | 11-я луна               | 12-я луна*    |                |
| Юлианский календарь                  | 6 февраля 1011  | 8 марта    | 6 апреля               | 6 мая     | 5 июня    | 4 июля                 | 2 августа | 1 сентября | 30 сентября | 29 октября             | 28 ноября               | 28 декабря    |                |
| 9-й год Канко (Водяная Крыса)        | 1-я луна        | 2-я луна*  | 3-я луна               | 4-я луна  | 5-я луна* | 6-я луна               | 7-я луна* | 8-я луна   | 9-я луна*   | 10-я луна              | 10-я луна* (високосная) | 11-я луна     | 12-я луна*     |
| Юлианский календарь                  | 26 января 1012  | 25 февраля | 25 марта               | 24 апреля | 24 мая    | 22 июня                | 22 июля   | 20 августа | 19 сентября | 18 октября             | 17 ноября               | 16 декабря    | 15 января 1013 |

* звёздочкой отмечены короткие месяцы (луны) продолжительностью 29 дней. Остальные месяцы длятся 30 дней.